# Czarne (Orzysz)
Czarne (deutsch Czarnen, 1938–1945 Herzogsdorf) ist ein Dorf in der polnischen Woiwodschaft Ermland-Masuren, das zur Gmina Orzysz (Stadt- und Landgemeinde Arys) im Powiat Piski (Kreis Johannisburg) gehört.

## Geographische Lage
Czarne liegt in der östlichen Woiwodschaft Ermland-Masuren, 29 Kilometer nordöstlich der Kreisstadt Pisz (deutsch Johannisburg).

## Geschichte
Das kleine anfangs Zarnen und nach 1785 Czarnen genannte Dorf wurde 1507 vom Deutschen Ritterorden als Freigut zu Magdeburger Recht gegründet. Von 1874 bis 1945 war der Ort in den Amtsbezirk Mykossen (polnisch Mikosze) eingegliedert, der – 1938 in „Amtsbezirk Arenswalde“ umbenannt – zum Kreis Johannisburg im Regierungsbezirk Gumbinnen (ab 1905: Regierungsbezirk Allenstein) der preußischen Provinz Ostpreußen gehörte.
164 Einwohner zählte Czarnen im Jahr 1910, im Jahre 1933 waren es 166. 
Aufgrund der Bestimmungen des Versailler Vertrags stimmte die Bevölkerung im Abstimmungsgebiet Allenstein, zu dem Czarnen gehörte, am 11. Juli 1920 über die weitere staatliche Zugehörigkeit zu Ostpreußen (und damit zu Deutschland) oder den Anschluss an Polen ab. In Czarnen stimmten 120 Einwohner für den Verbleib bei Ostpreußen, auf Polen entfielen keine Stimmen.
Am 3. Juni (offiziell bestätigt am 16. Juli) 1938 wurde Czarnen aus politisch-ideologischen Gründen der Abwehr fremdländisch klingender Ortsnamen in Herzogsdorf umbenannt. Die Einwohnerzahl belief sich 1939 auf 154.
Im Jahr 1945 wurde der Ort in Kriegsfolge zusammen mit dem gesamten Ostpreußen an Polen überstellt und erhielt die polnische Namensform Czarne. Heute ist das Dorf Sitz eines Schulzenamtes (polnisch Sołectwo) und als solches eine Ortschaft im Verbund der Stadt- und Landgemeinde Orzysz (Arys) im Powiat Piski (Kreis Johannisburg), bis 1998 der Woiwodschaft Suwałki, seither der Woiwodschaft Ermland-Masuren zugehörig.

## Religionen
Vor 1945 war Czarnen in die evangelische Kirche Arys in der Kirchenprovinz Ostpreußen der Evangelischen Kirche der Altpreußischen Union sowie in die römisch-katholische Kirche Johannisburg im Bistum Ermland eingepfarrt.
Heute gehört Czarne katholischerseits zur Pfarrei in Orzysz im Bistum Ełk der Römisch-katholischen Kirche in Polen. Die evangelischen Einwohner halten sich zur Kirche in der Kreisstadt Pisz in der Diözese Masuren der Evangelisch-Augsburgischen Kirche in Polen.

## Persönlichkeiten
- Robert Twardy (* 15. September 1880 in Czarnen; † 3. Oktober 1955 in Bad Reichenhall), deutscher Geodät und Politiker

## Verkehr
Czarne liegt östlich der verkehrstechnisch bedeutenden polnischen Landesstraße 63 (einstige deutsche Reichsstraße 131) und ist auf der Nebenstraße 1702N über Rzęśniki (Rzesniken, 1938–1945 Försterei Nickelsberg) und Odoje (Odoyen, 1938–1945 Nickelsberg) zu erreichen. Die nächste Bahnstation ist Odoje an der – nicht mehr regulär befahrenen – Bahnstrecke Czerwonka–Ełk (deutsch Rothfließ–Lyck).